# قلم

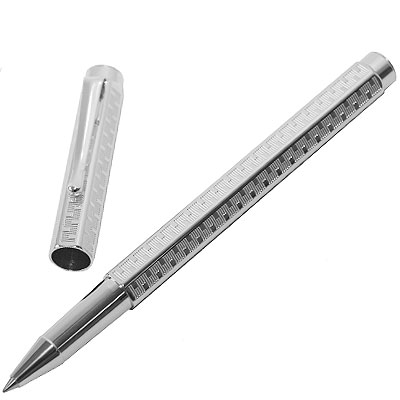
قلم فاخر

القلم هو أداة كتابة شائعة تستخدم الحبر للكتابة على السطح، وعادة ما يكون هذا السطح ورق، للكتابة أو الرسم. الأقلام القديمة مثل أقلام الخوص وأقلام الريشة وأقلام المغموسة فالحبر والأقلام المستخدمة في رسم الأشكال الهندسية كانت تحتوي على كمية صغيرة من الحبر على سن القلم أو في فراغ أو تجويف صغير كان يجب إعادة شحنها بشكل دوري عن طريق غمس طرف القلم في محبرة. اليوم، لا تجد مثل هذه الأقلام سوى لعدد قليل من الاستخدامات المتخصصة، مثل الرسم التوضيحي و الخط. أقلام الخوص، وأقلام الريشة والأقلام تراجع، والتي كانت تستخدم للكتابة، تم الاستعاضة عن الحبر والأقلام، والأقلام الجاف، وأقلام الحبر السائل والأقلام المستخدمة على السبورة البيضاء. تم استبدال أقلام الحبر، التي كانت تستخدم في الرسم الفني ورسم الخرائط، بأقلام فنية مثل روترنغ. تحتوي كل هذه الأقلام الحديثة على خزانات حبر داخلية، بحيث لا تحتاج إلى غمسها بالحبر أثناء الكتابة.

## أنواع

### عصري
يمكن تصنيف الأقلام المستخدمة بشكل شائع اليوم بناءً على آلية رأس الكتابة ونوع الحبر:

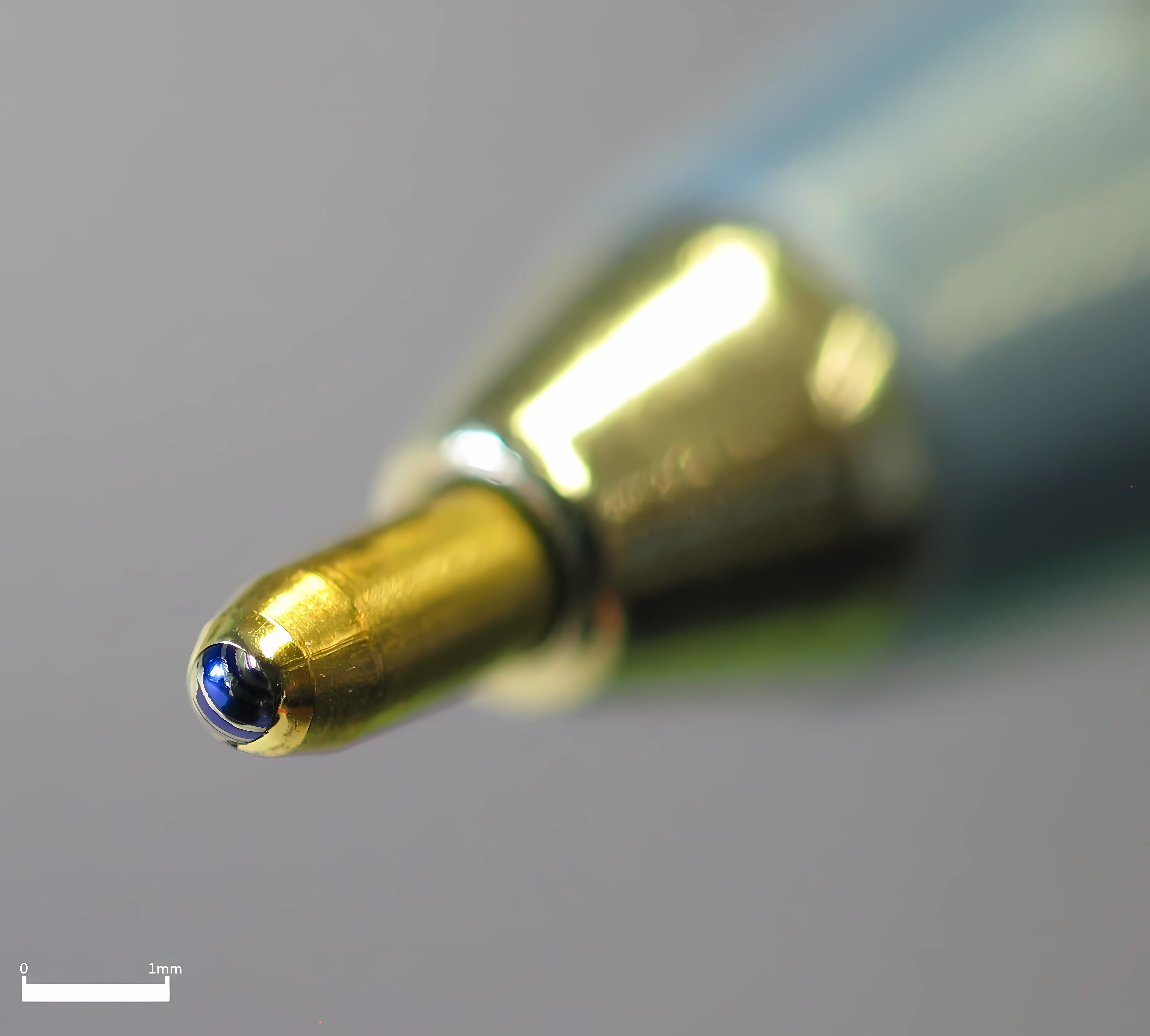
رأس القلم حبر جاف 1 مم للمقياس

- يوزع قلم حبر جاف حبرًا زيتيًا لزجًا عن طريق كرة صلبة صغيرة، أو كرة، تتدحرج على السطح الذي تتم الكتابة عليه. يتم وضع الكرة في مأخذ في طرف القلم مع نصفه مكشوفًا والنصف الآخر مغمور بالحبر من خزان القلم. عندما تدور الكرة، فإنها تنقل الحبر - الذي يبلل الكرة - من الخزان إلى السطح الخارجي. عادة ما يكون قطر الكرة أقل من ملليمتر وتكون مصنوعة من النحاس الأصفر أو الفولاذ أو كربيد التنجستن.[4] الحبر، بسبب لزوجته العالية، لا يمر من الورق ولا يترك رأس القلم بفعل الشعيرات الدموية. على هذا النحو، يتم الاستغناء عن الحد الأدنى من كمية الحبر، ونتيجة لذلك تجف الكتابة على الفور تقريبًا ويدوم الحبر لفترة أطول مما يحدث في الأنواع الأخرى من القلم. أقلام الحبر الجاف موثوقة ومتعددة الاستخدامات وقوية ومتاحة لمجموعة كبيرة جدًا من الأسعار. لقد استبدلوا أقلام الحبر كأداة شائعة للكتابة اليومية.

- يعمل القلم الجل بشكل مشابه لقلم الحبر، حيث يوزع الحبر باستخدام كرة دوارة مثبتة في طرف الكتابة. ومع ذلك، على عكس حبر قلم الحبر ذو الأساس الزيتي، يتكون حبر القلم الجل من جل مائي [5] يحتوي على صبغة معلقة بداخله. نظرًا لأن الحبر سميك ومعتم، فإنه يظهر بشكل أكثر وضوحًا على الأسطح المظلمة أو الملساء أكثر من الأحبار النموذجية المستخدمة في أقلام الحبر أو أقلام الحبر. يمكن استخدام أقلام الجل للعديد من أنواع الكتابة والتوضيح. نظرًا لأن الجل يزيل قيود الصبغة القابلة للذوبان، فإن العديد من الألوان الجديدة أصبحت ممكنة، بالإضافة إلى بعض أنواع الحبر الخاصة؛ تتوفر أقلام جل في مجموعة واسعة من الألوان النابضة بالحياة أو المشبعة، بألوان الباستيل (خشب)، بألوان النيون، والألوان المعدنية، والأحبار اللامعة، والحبر المتوهج في الظلام، وما إلى ذلك.
- قلم الحبر الجاف هو قلم يوزع حبرًا مائيًا من خلال طرف كروي مشابه لقلم حبر جاف الزيتى. على هذا النحو، يمكن اعتبار أقلام الجل فئة فرعية من أقلام الجاف؛ ومع ذلك، نظرًا للمعرفة الواسعة واستخدام مصطلح «قلم جل»، فإن «كرة رولر» مخصصة عمليًا للأقلام التي تستخدم الحبر السائل. إن اللزوجة المنخفضة لحبر الكرة الدوارة مقارنة بحبر قلم الحبر ذو الأساس الزيتي لها تأثيرات عديدة على أداء القلم. نظرًا لأن الحبر يتدفق بسهولة أكبر ويتم امتصاصه بسهولة في الورق، يتم الاستغناء عن المزيد من الحبر بشكل عام. هذا يغير طريقة الكتابة عن طريق الحركة على الورقة. ينتج عنه أيضًا خط متصل وغير متقطع، حيث أن انتشار الحبر عبر الورق يملأ فجوات صغيرة قد تتركها نقطة الكرة. بالمقارنة مع أقلام الحبر الجاف، التي تستغني عن كمية أقل من الحبر اللزج، فإن الكتابة بواسطة قلم حبر جاف تستغرق وقتًا أطول حتى تجف على الصفحة ويمكن أن تتسرب من خلال ورق رقيق حيث يصبح مرئيًا على الجانب الآخر. عندما يُضع رأس القلم الجاف على الورق، يترك الحبر باستمرار عن طريق عمل شعري بنفس الطريقة التي يحدث بها القلم الحبر. يمكن أن يؤدي ذلك إلى بقع أو تلطخ الورق. تم تصميم القلم الجاف مبدئيًا ليجمع بين راحة قلم الحبر والتأثير السلس «للحبر الرطب» لقلم الحبر. أصبحت الأقلام الجاف القابلة لإعادة الملء متاحة مؤخرًا؛ تستخدم هذه الخراطيش بشكل عام خراطيش حبر القلم الحبر.

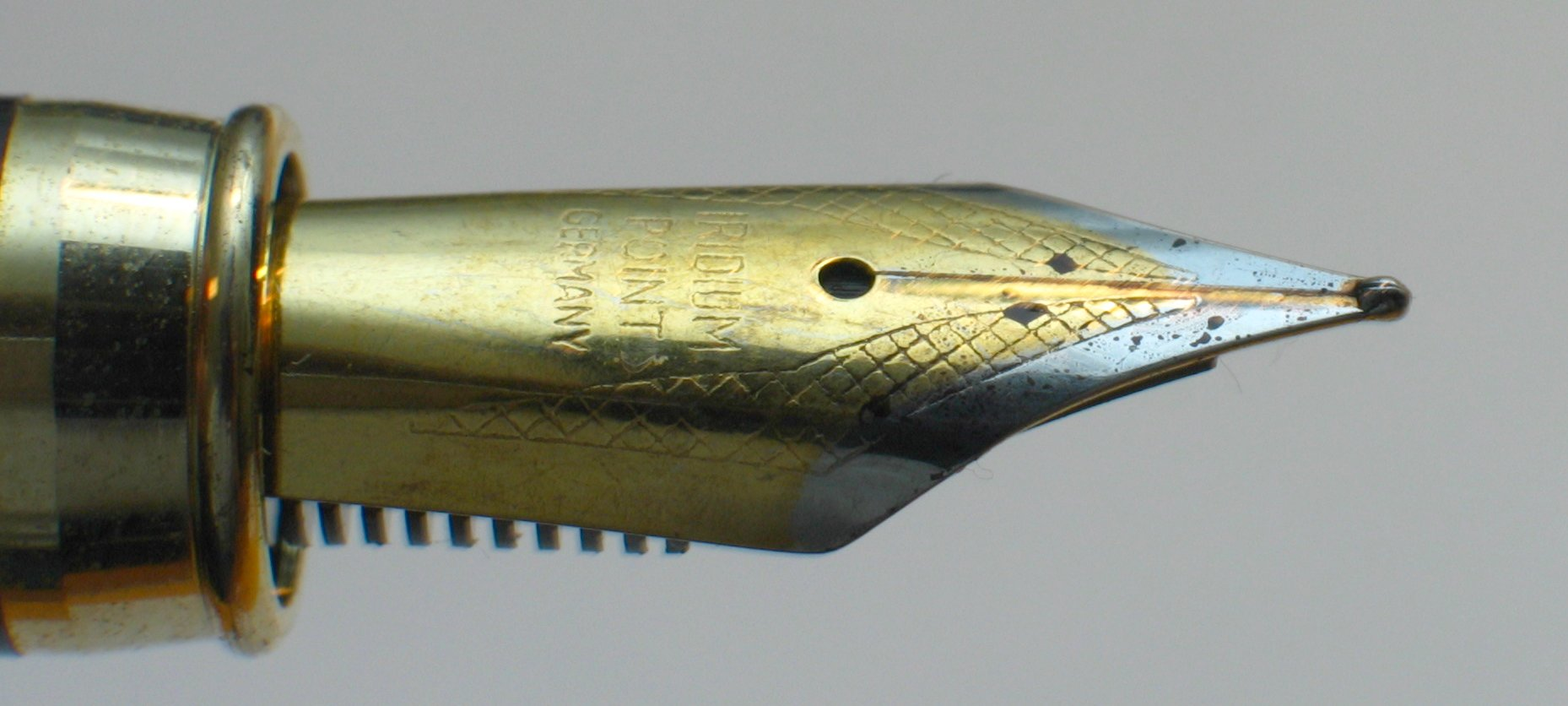
رأس الكتابة لقلم حبر

- القلم الحبر السائل يستخدم الحبر السائل القائم على المياه التي تصل من خلال رأس الكتابة للقلم، والتي هي في العام قطعة من المعدن مع فتحة رقيقة تمتد إلى الداخل من رأس الكتابة. مدفوعًا بالجاذبية، يتدفق الحبر من الخزان إلى المنقار، وهي بشكل عام كتلة صلبة ذات شكل خاص من المواد ذات القنوات والأخاديد المقطوعة فيها. تقوم التغذية بتوصيل الحبر إلى الفتحة الموجودة في المنقار. أثناء الكتابة، يُسحب الحبر من هذا الشق بفعل الشعيرات الدموية. إن طرف قلم الحبر، على عكس طرف قلم الحبر الجاف أو الجل أو قلم الحبر الزيتى، لا يحتوي على أجزاء متحركة. يمكن إعادة ملء خزان قلم الحبر أو يمكن التخلص منه؛ النوع القابل للتغيير يسمى خرطوشة حبر . قد يكون للقلم الذي يحتوي على خزان قابل لإعادة الملء آلية مثل المكبس لسحب الحبر من الزجاجة عبر المنقار، أو قد يتطلب إعادة التعبئة بقطارة العين. تتوفر الخزانات القابلة لإعادة الملء، والمعروفة أيضًا باسم محولات الخراطيش ، لبعض الأقلام المصممة بطريقة أخرى لاستخدام خراطيش يمكن التخلص منها. يمكن استخدام قلم الحبر مع حبر دائمة أو غير دائمة.

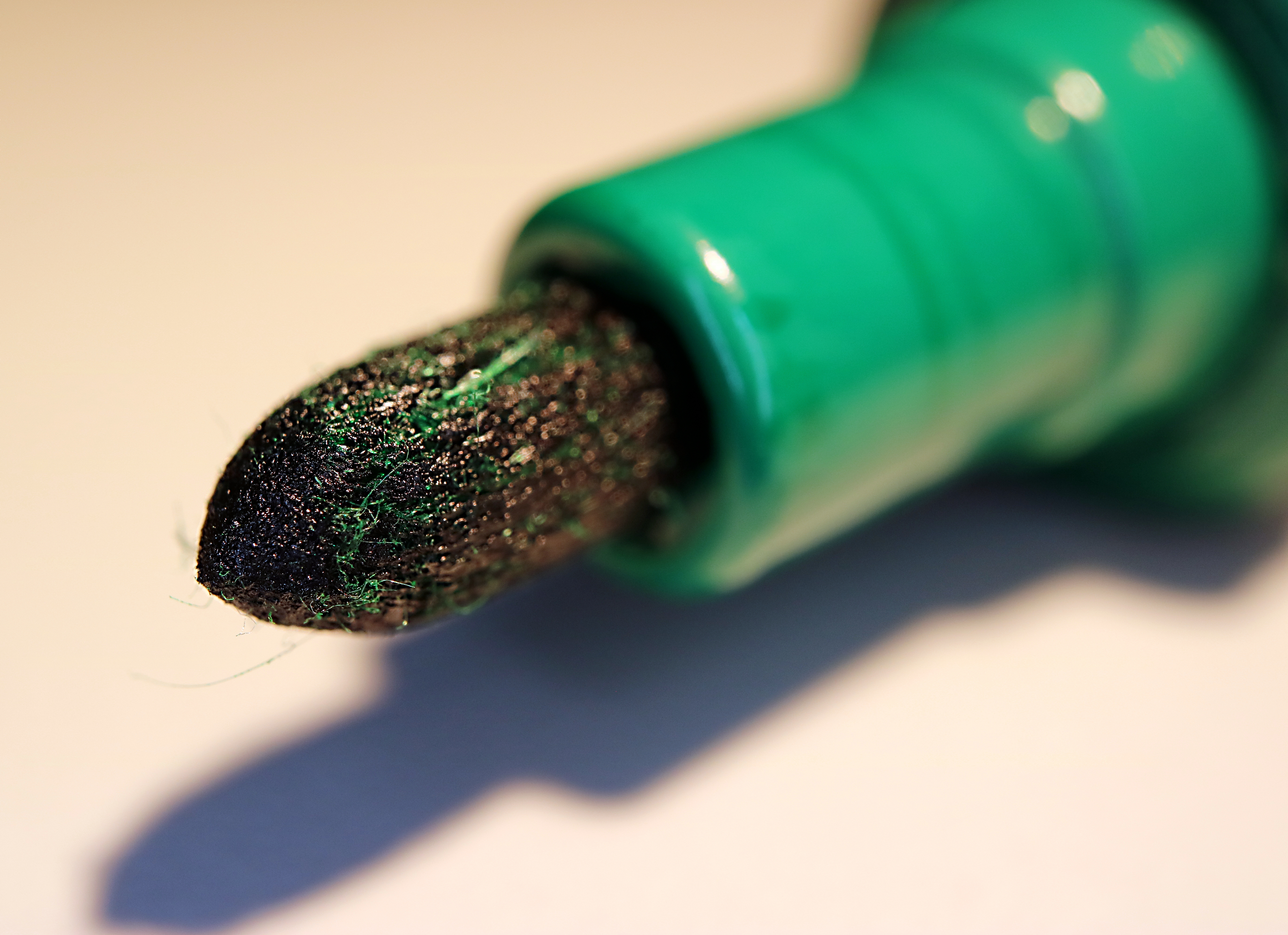
رأس الكتابة للقلم الفلومستر

- القلم ذو الرأس اللباد ، أو قلم الفلومستر، له طرف مسامي مصنوع من مادة ليفية، والتي عادة ما تظل مشبعة بالحبر من الخزان. عندما يغادر الحبر الطرف، يتم سحب حبر جديد من الخزان - والذي يتكون غالبًا من حجم كبير من مادة مسامية مماثلة لتلك المستخدمة في الطرف - بواسطة تأثير الشعيرات الدموية والجاذبية. كما هو الحال مع قلم الحبر، يترك الحبر طرف القلم الفلومستر عند الكتابة على سطح مسامي. ومع ذلك، على عكس أقلام الحبر، يمكن للعديد من الأقلام تحديد الكتابة على أسطح ملساء غير منفذة للحبر، وفي مثل هذه التطبيقات عادةً لا يترك الحبر القلم باستمرار حيث يتم تثبيته على سطح الكتابة. تُستخدم أقلام الفلومستر الأصغر حجمًا وأجودها للكتابة على الورق. غالبًا ما يستخدم الأطفال الفلومستر متوسطة الحجم للتلوين والرسم. تُستخدم الأنواع الأكبر، التي يطلق عليها غالبًا «أقلام التحديد»، للكتابة بأحجام أكبر، غالبًا على الأسطح بخلاف الورق مثل الصناديق المموجة و السبورة البيضاء. تستخدم أقلام الفلوماستر المتخصصة المشار إليها بأسماء مثل «الطباشير السائل» أو «أقلام السبورة» للكتابة على السبورة. تُستخدم العلامات ذات التلميحات الواسعة والحبر الساطع والشفاف، والتي تسمى أقلام التظليل ، لتمييز النص الذي تمت كتابته أو طباعته بالفعل. تستخدم الأقلام المصممة للأطفال أو للكتابة المؤقتة (كما هو الحال مع السبورة البيضاء أو جهاز العرض العلوي) أحبارًا غير دائمة. عادةً ما تكون العلامات الكبيرة المستخدمة للكتابة على علب الشحن أو العبوات الأخرى علامات دائمة.

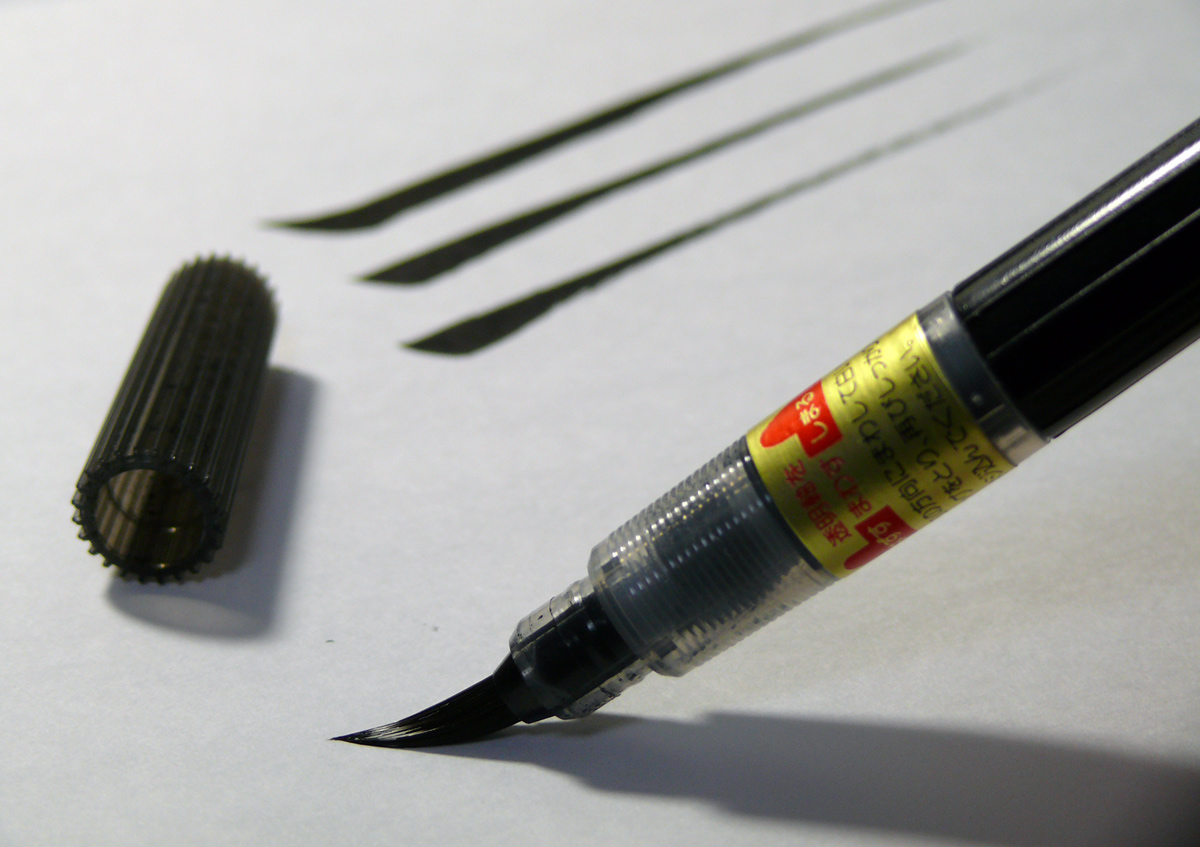
قلم فرشاة

- قلم الفرشاة هو قلم يتكون طرف كتابته من فرشاة صغيرة يتم تغذيتها بالحبر من خزان حبر سائل مشابه لتلك المستخدمة في أقلام الحبر وأقلام الحبر الجاف. قد تكون أقلام الفرشاة إما قابلة لإعادة التعبئة أو يمكن التخلص منها، وقد تستخدم حبرًا مائيًا أو مقاومًا للماء. يتمثل الاختلاف الوظيفي الأكثر أهمية بين أقلام الفرشاة من أقلام الفلوماستر في الامتثال الأكبر بكثير للرأس. تعتبر أقلام الفرشاة بديلاً واضحًا لفرش الحبر للخط الصيني والخط الياباني، ولكنها تُستخدم الآن أيضًا بشكل شائع في أشكال أخرى من الخط والفنانين مثل الرسامين ورسامي الكاريكاتير. يتمثل النداء الأساسي لهذه الأقلام بالنسبة لهؤلاء الفنانين في أنها تسمح بقدر كبير من اختلاف عرض الخط استجابة للتغيرات الصغيرة في الضغط المطبق.

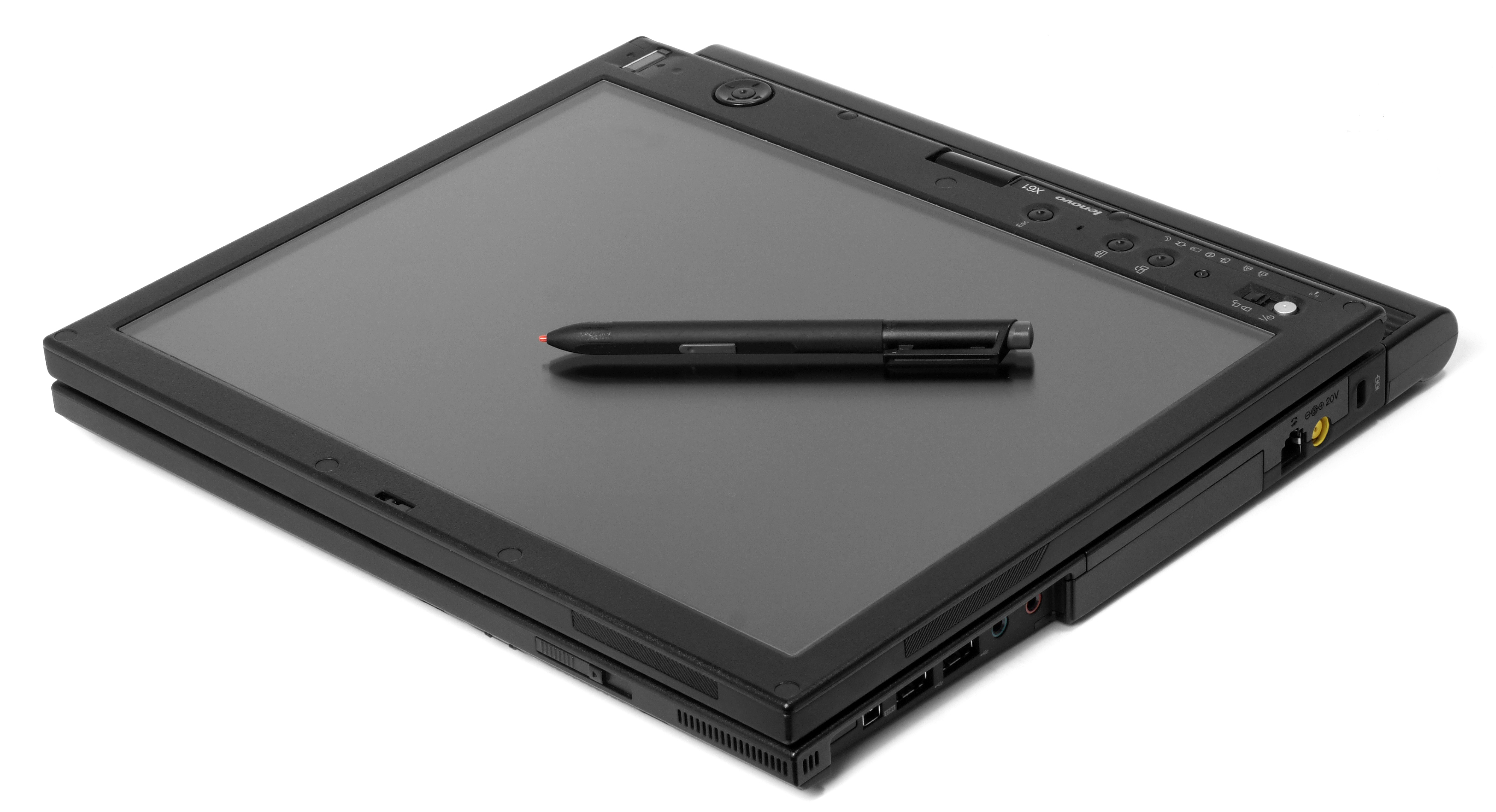
كمبيوتر مزود بقلم كمبيوتر

- قلم الكمبيوتر أو [6] هو أداة كتابة لا تستخدم الحبر، ولكنها تصنع العلامات بشكل أساسي عن طريق إنشاء خدوش أو فجوات في سطح الكتابة. على هذا النحو، غالبًا ما يتكون الطرف ببساطة من نقطة معدنية حادة. تُستخدم هذه الأدوات أيضًا لأنواع أخرى من الرسم غير الكتابة، وللتشكيل أو النحت . تشير كلمة القلم أيضًا إلى ملحق كمبيوتر على شكل قلم يستخدم لتحقيق دقة أكبر عند استخدام شاشات اللمس أكثر من الممكن عمومًا باستخدام طرف الإصبع. هناك منتجات متوفرة تجمع بين طرف حبر جاف في أحد الطرفين وقلم شاشة تعمل باللمس في الطرف الآخر.

### تاريخي
لم تعد هذه الأنواع التاريخية من الأقلام شائعة الاستخدام كأدوات كتابة ولكن يمكن استخدامها من قبل الخطاطين والفنانين الآخرين:

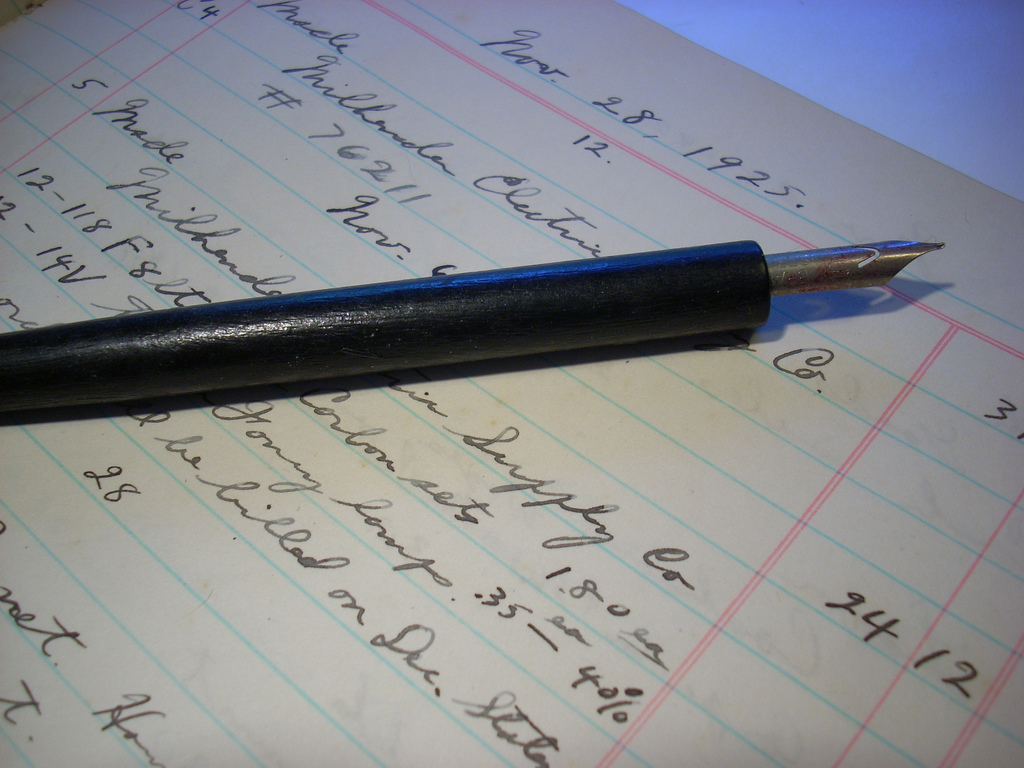
القلم المغموس بالحبر

- يتكون قلم المغموس (أو قلم المنقار) من سن معدني به قنوات شعرية، مثل قلم الحبر، مثبت على مقبض أو حامل، وغالبًا ما يكون مصنوعًا من الخشب. ويسمى القلم مغموس بالحبر لأنه عادة ما لا يكون له أي خزان الحبر، وبالتالي يجب أن تراجع مرارا وتكرارا إلى المحبرة من أجل إعادة شحن رأس الكتابة (المنقار) مع الحبر أثناء الرسم أو الكتابة. قلم الغمس له مزايا معينة عن قلم الحبر؛ يمكنه استخدام أحبار مصبوغة مقاومة للماء (تعتمد على الجسيمات والموثق)، مثل ما يسمى بالحبر الهندي ، أو حبر الرسم، أو أحبار الأكريليك، والتي من شأنها تدمير قلم الحبر عن طريق الانسداد، بالإضافة إلى الحبر الغليان الحديدي التقليدي، والذي يمكن أن يسبب تآكل في قلم حبر. تُستخدم أقلام الغمس الآن بشكل أساسي في الرسم التوضيحي والخط والرسوم الهزلية. نوع خاص من أقلام الغمس المدبب بدقة والمعروف باسم كروكيل هو أداة مفضلة لدى فنانين مثل ديفيد ستون مارتن وجاى لونش، لأن نقطة المعدن المرنة يمكن أن تخلق مجموعة متنوعة من الخطوط الدقيقة والقوام والنغمات استجابةً لتباين الضغط أثناء الرسم.

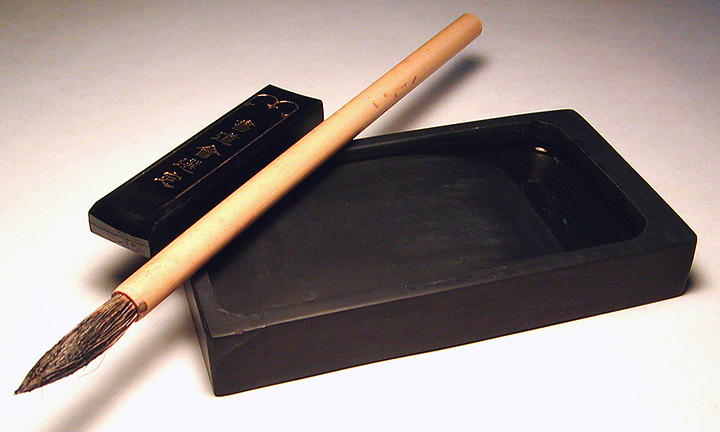
فرشاة حبر

- فرشاة الحبر هي أداة الكتابة التقليدية في خط شرق آسيا. يمكن صنع جسم الفرشاة من الخيزران أو من مواد نادرة مثل خشب الصندل الأحمر والزجاج والعاج والفضة والذهب. يمكن صنع رأس الفرشاة من شعر (أو ريش) مجموعة متنوعة من الحيوانات، بما في ذلك ابن عرس والأرانب والغزلان والدجاج والبط والماعز والخنزير والنمر. هناك أيضًا تقليد في كل من الصين واليابان يتمثل في صنع فرشاة باستخدام شعر الأطفال حديثي الولادة، كتذكار لا يتكرر إلا مرة واحدة في العمر للطفل. ترتبط هذه الممارسة بأسطورة عالم صيني قديم احتل المرتبة الأولى في الاختبارات الإمبراطورية باستخدام فرشاة مخصصة. تعتبر فرش الخط على نطاق واسع امتدادًا لذراع الخطاط. اليوم، يمكن أيضًا عمل الخط باستخدام قلم، لكن فن الخط بالقلم لا يتمتع بنفس المكانة التي يتمتع بها الخط التقليدي للفرشاة.

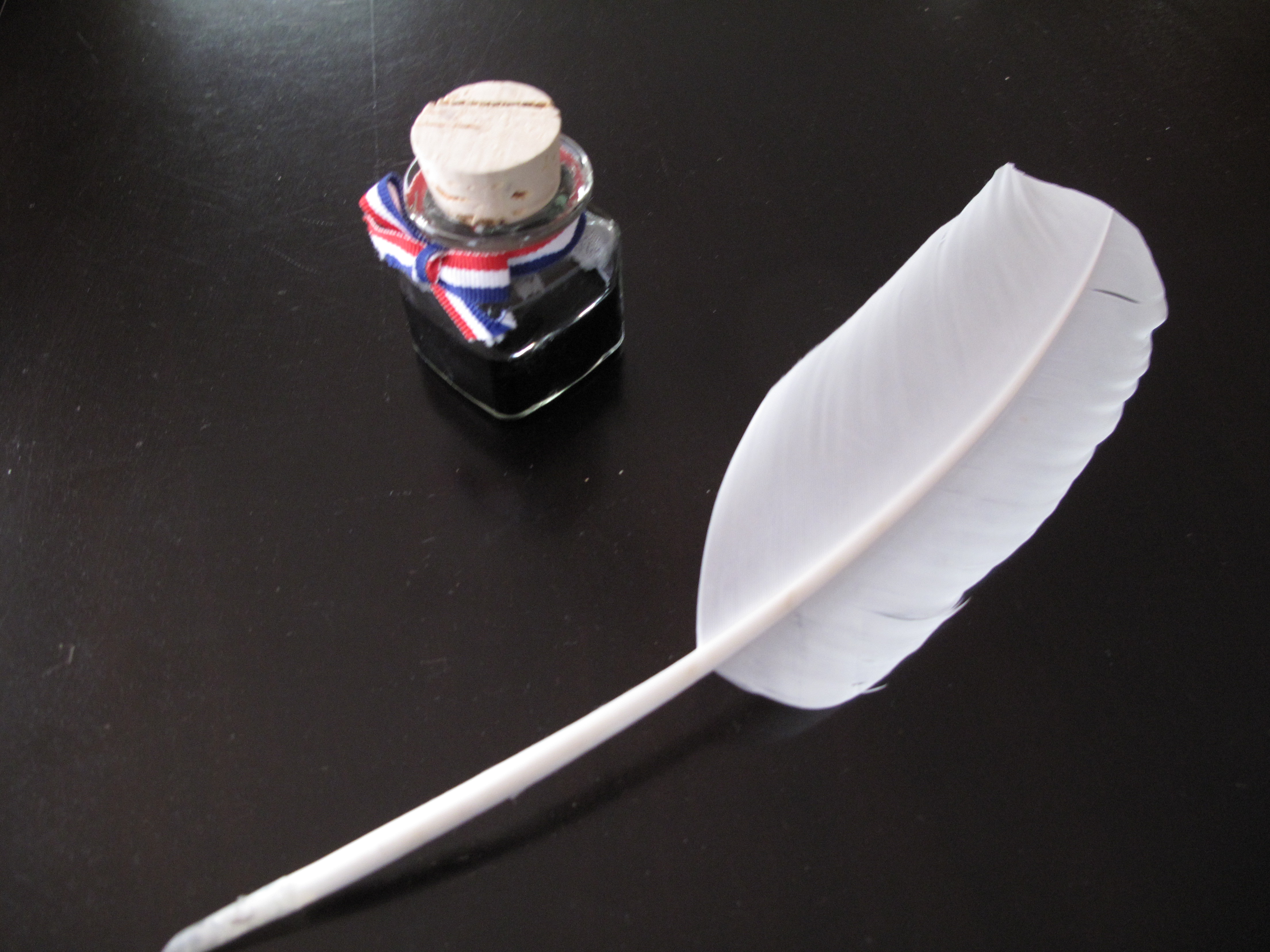
ريشة وحبر

- الريشة هي قلم مصنوع من ريشة جناح لطائر كبير، وغالبًا ما تكون أوزة. لعمل ريشة، يجب معالجة الريشة من الهلاك أو المعالجة الحرارية، وبعد ذلك يتم تشكيل المنقار من العمود عن طريق قطع شق فيه ونحت الجوانب لإنشاء طرف مدبب. من خلال الممارسة العملية، يمكن تحويل الريش المناسب إلى ريش بسرعة وبتكلفة زهيدة باستخدام ما لا يزيد عن سكين صغير ومصدر للحرارة. نظرًا لسهولة توفرها، ظلت الريشات أدوات الكتابة المفضلة في الغرب لفترة طويلة - من القرن السادس إلى القرن التاسع عشر - قبل أن يتم تصنيع قلم الغمس المعدني، وقلم الحبر، وفي النهاية قلم الحبر الجاف. بأعداد كبيرة. يجب غمس الريشات، مثل أقلام التغميس ذات القضبان المعدنية اللاحقة، بالحبر بشكل دوري أثناء الكتابة.

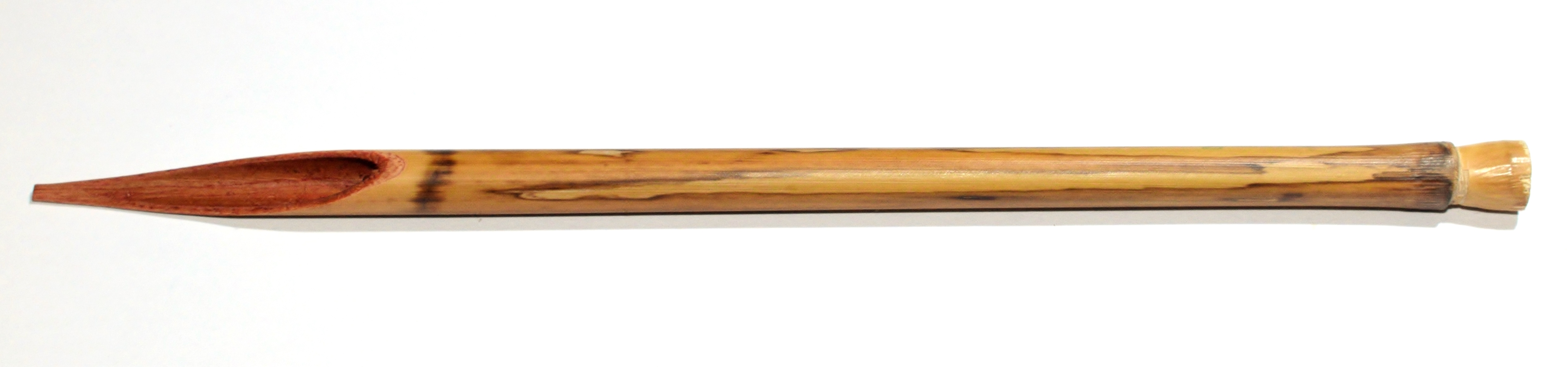
قلم الخوص

- يتم قطع قلم الخوص من الخوص أو الخيزران، مع شق في طرف ضيق. آليتها هي في الأساس نفس آلية الريشة أو قلم الغمس المعدني. اختفى قلم الخوص تقريبًا، لكنه ما زال يستخدمه طلاب المدارس الشباب في بعض أنحاء الهند وباكستان، الذين يتعلمون الكتابة معهم على ألواح خشبية صغيرة تُعرف باسم «تاختى».[7]

## تاريخ

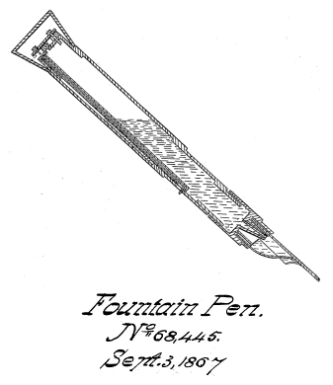
حصل هنرى واين و كليين على براءة الاختراع الأمريكية رقم 68445 في عام 1867 لغرفة الحبر ونظام التسليم في مقبض قلم الحبر.

كان قدماء المصريين قد طوروا الكتابة على لفائف البردي عندما استخدم الكتبة فرش خوص رفيعة أو أقلام خوص من نباتات بحرية أو اعشاب البحر. في كتابه تاريخ الكتابة ، يقترح ستيفن روجر فيشر، بناءً على الاكتشافات في سقارة، أن قلم القصب ربما تم استخدامه للكتابة على المخطوطات منذ فترة طويلة مثل الأسرة الأولى، أو حوالي 3000 قبل الميلاد. استمر استخدام أقلام الخوص حتى العصور الوسطى، ولكن تم استبدالها ببطء بالريشات من حوالي القرن السابع. قلم الخوص، المصنوع بشكل عام من الخيزران، لا يزال يستخدم في بعض أجزاء باكستان من قبل الطلاب الصغار ويستخدم للكتابة على ألواح خشبية صغيرة.  

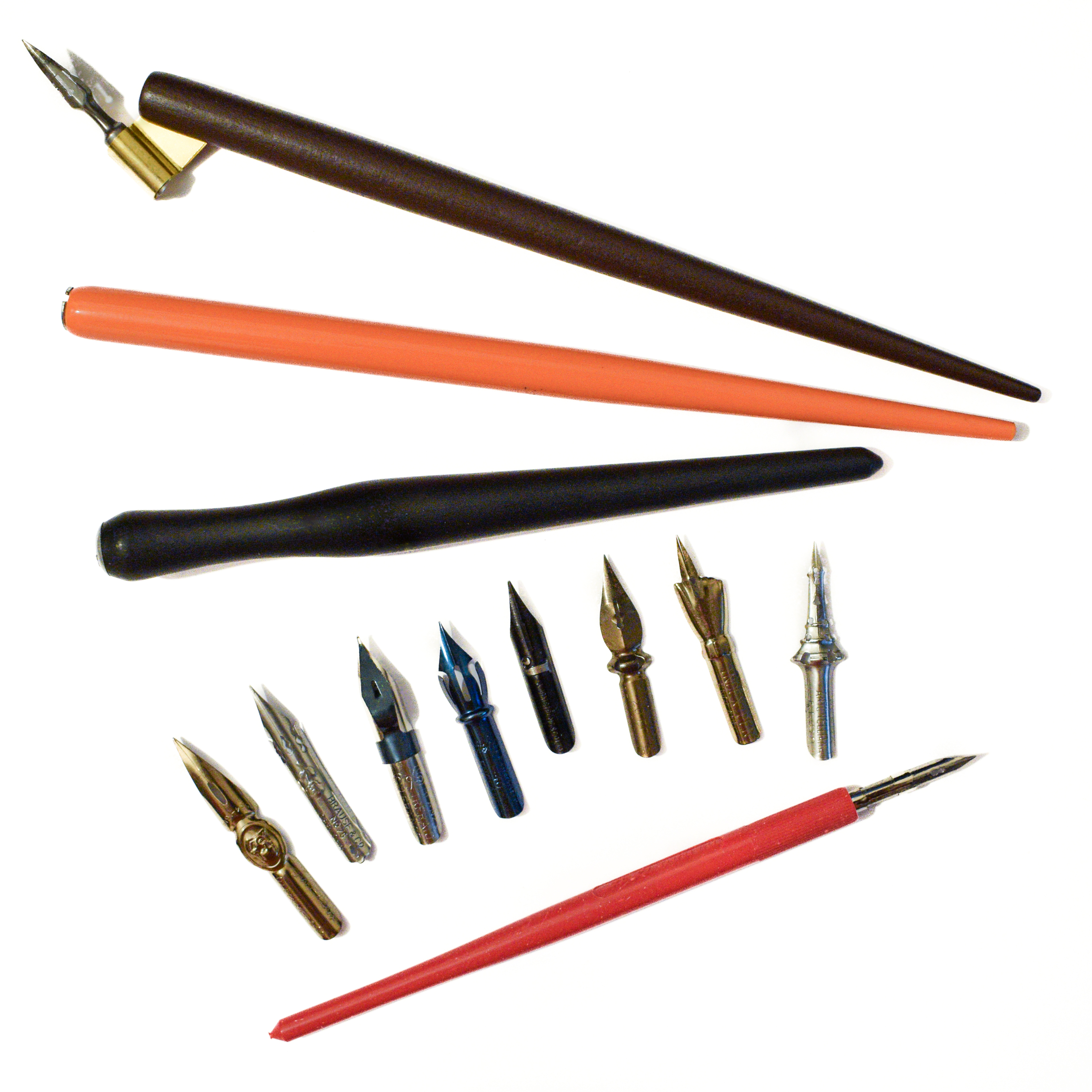
أقلام تاريخية

ظل قلم الخوص قائما حتى تم استبدال ورق البردي كسطح للكتابة بجلود الحيوانات والرق . يسمح سطح الجلد الأكثر نعومة بالكتابة الدقيقة والأصغر باستخدام قلم الريشة المشتق من ريشة جناح الطائر. تم استخدام قلم الريشة في قمران وجودا لكتابة بعض مخطوطات البحر الميت، والتي يعود تاريخها إلى حوالي 100 قبل الميلاد. كانت اللفائف مكتوبة باللهجات العبرية بريش الطيور أو الريش. هناك إشارة محددة إلى الريشات في كتابات القديس إيزيدور إشبيلية في القرن السابع. كانت أقلام الريشة لا تزال مستخدمة على نطاق واسع في القرن الثامن عشر واستخدمت لكتابة وتوقيع دستور الولايات المتحدة في عام 1787.
تم العثور على سن نحاسي في أنقاض بومبي، مما يدل على استخدام حبيبات معدنية في عام 79. هناك أيضًا إشارة إلى «قلم فضي يحمل الحبر فيه» في مذكرات صموئيل بيبس الصادرة في أغسطس 1663. تم الإعلان عن الأقلام المعدنية «المخترعة الجديدة» في صحيفة التايمز عام 1792. تم تسجيل براءة اختراع نقطة القلم المعدني في عام 1803، ولكن لم يتم استغلال براءة الاختراع تجاريًا. تم الإعلان عن براءة اختراع لتصنيع الأقلام المعدنية للبيع من قبل بريان دونكين في عام 1811. بدأ جون ميتشل من برمنغهام في إنتاج أقلام ذات حبيبات معدنية بكميات كبيرة في عام 1822، وبعد ذلك، تحسنت جودة حبيبات الصلب بدرجة كافية بحيث أصبحت أقلام الغمس ذات الحبيبات المعدنية قيد الاستخدام العام.

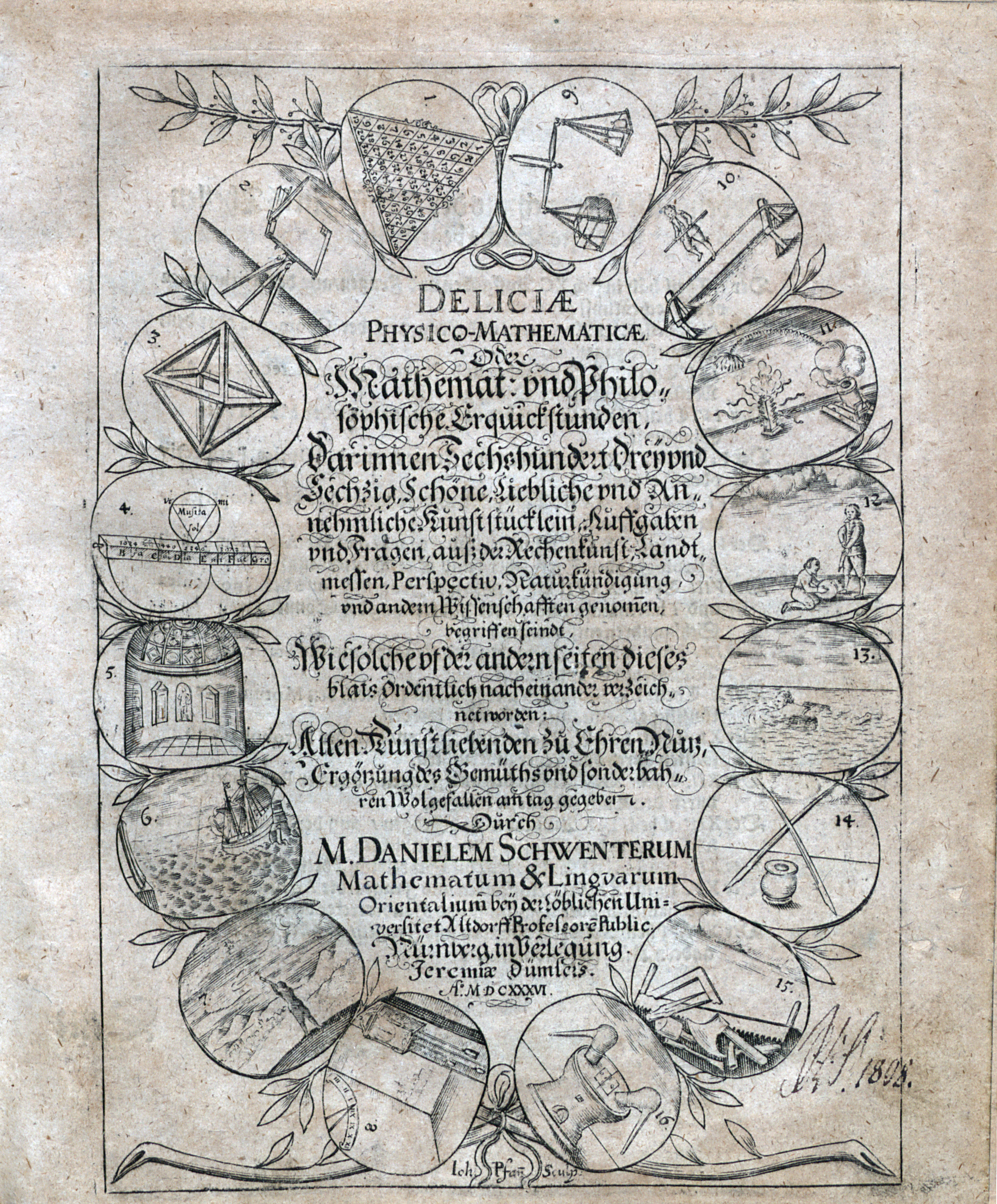
الرياضيات الفيزيائية 1636

يعود أقدم سجل تاريخي باستخدام القلم ذو الخزان في القرن العاشر الميلادي. في عام 953، طلب المعز، الخليفة الفاطمي لمصر، قلمًا لا يلطخ يديه أو ملابسه، وتم تزويده بقلم يحمل الحبر في خزان وينزل من المنقار (رأس الكتابة). قد يكون هذا القلم قلم حبر، لكن آليته لا تزال مجهولة، ولم يتم العثور إلا على سجل واحد يذكره. تم تطوير القلم ذو الخزان لاحق في عام 1636. وصف المخترع الألماني دانيال شوينتر قلمًا مصنوعًا من ريشتين في كتابه الرياضيات الفيزيائية (1636). كانت إحدى الريشات بمثابة خزان للحبر داخل الريشة الأخرى. وختم الحبر داخل ريشة مع الفلين. تم ضغط الحبر من خلال ثقب صغير إلى نقطة الكتابة. في عام 1809، حصل بارثولوميو فولش على براءة اختراع في إنجلترا لقلم بخزان حبر. 
اخترع الروماني بيتراش بوينارو، وهو طالب في باريس، قلم حبر يستخدم الريشة كمخزن للحبر. حصلت الحكومة الفرنسية على براءة اختراع في مايو 1827. ثم حصلت على براءات اختراع القلم الحبر والإنتاج في خمسينيات القرن التاسع عشر.
تم إصدار أول براءة اختراع على قلم حبر جاف في 30 أكتوبر 1888 إلى جون لوود. في عام 1938، بدأ لازلو بيرو، محرر صحيفة مجرية، بمساعدة شقيقه جورج، الكيميائي، في تصميم أنواع جديدة من الأقلام، بما في ذلك قلم يحتوي على كرة صغيرة في طرفه يمكن تدويره بِحُرية في المقبس. عندما يتحرك القلم على طول الورقة، تدور الكرة، وتلتقط الحبر من خرطوشة الحبر وتتركه على الورق. قدم بيرو براءة اختراع بريطانية في 15 يونيو 1938. في عام 1940، انتقل الأخوان بيرو وصديقه، خوان خورخي ميين، إلى الأرجنتين، هربًا من ألمانيا النازية. في 17 يونيو 1943، تقدموا بطلب للحصول على براءة اختراع أخرى. قاموا بتشكيل «أقلام بيرو من الأرجنتين»، وبحلول صيف عام 1943، كانت النماذج التجارية الأولى متاحة. تم تقديم أقلام الحبر القابلة للمسح بواسطة شركة بيبر مات في عام 1979، عندما تم طرح الأقلام القابلة للمسح في السوق.

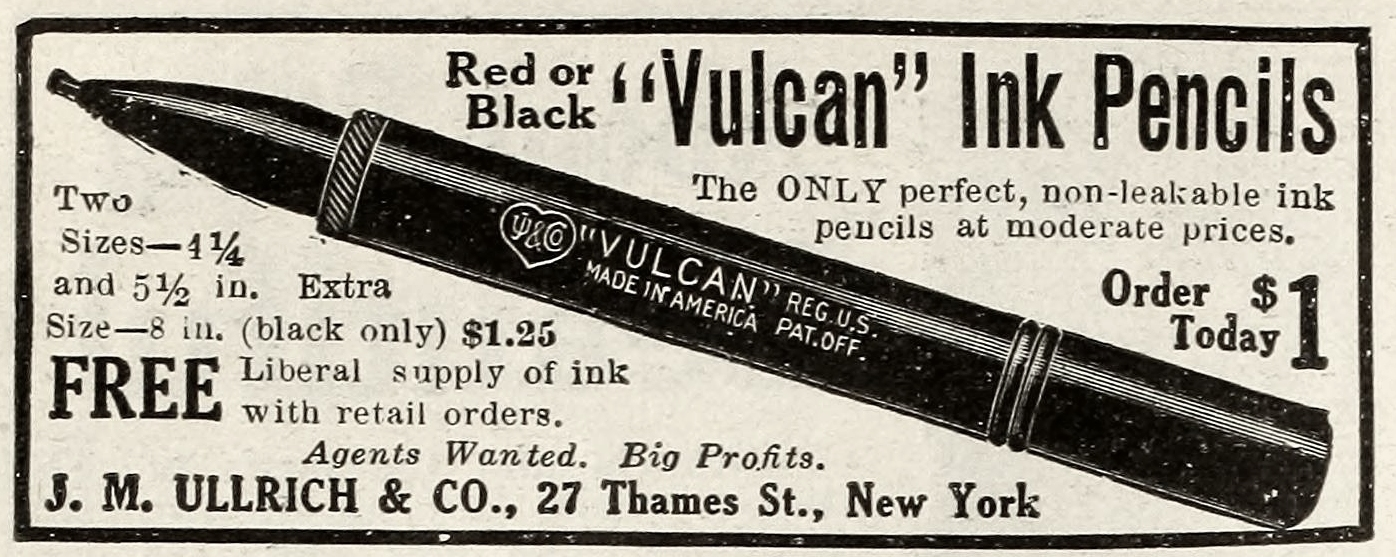
1915 إعلان عن أقلام الحبر "فولكان".

سلافوليوب إدوارد بينكالا، المهندس صاحب الجنسية الكرواتية والمخترع البولندي-الهولندي الأصل من مملكة كرواتيا-سلافونيا في النمسا-المجر، أصبح مشهورا بتطوير القلم الرصاص الميكانيكي (1906) – ثم أطلق عليه اسم «قلم رصاص أوتوماتيكي»-بعد اسم «قلم الحبر الصلب» (1907). بدأ شركة بينكال موستر بالتعاون مع رجل أعمال باسم إدموند موستر، وبنى مصنع للقلم الجاف والقلم الرصاص الذي كان واحدا من أكبر الشركات في العالم في ذلك الوقت. هذه الشركة، تسمى الآن «تى أو زى بينكالا» ولا تزال قائمة إلى الآن. «تى أو زى» تعنى «تفورنيكا اولوفاكا زغرب»، معنى«منع القلم الرصاص بزغرب».

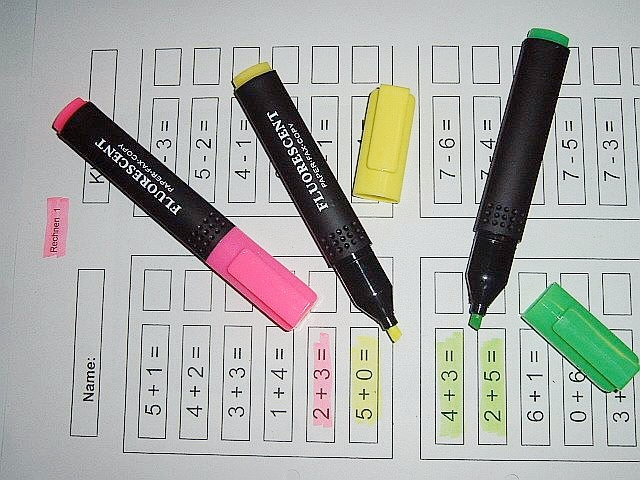
أقلام تحديد(ماركر) حديثة.

في 1960، اخترع يوكيو هوري من شركة طوكيو للأدوات المكتبية، اليابان، القلم الفيبر. كان النوع بيبر مات من بين أول أقلام التلوين التي دخلت السوق الأمريكية في الستينيات، وكانت رائدة منذ ذلك الحين. أقلام الماركر وأقلام التحديد، التي تشبه أقلام اللباد، أصبحت شائعة في الآونة الأخيرة.
تم تقديم أقلام رولربال في أوائل السبعينيات. يستخدمون كرة متحركة وحبرًا سائلًا لإنتاج خط أكثر سلاسة. أدت التطورات التكنولوجية خلال أواخر الثمانينيات وأوائل التسعينيات إلى تحسين الأداء العام للكرة الدوارة. يحتوي القلم ذو النقاط المسامية على نقطة مصنوعة من بعض المواد المسامية مثل اللباد أو السيراميك. عادة ما يكون لقلم الصياغة عالي الجودة رأس خزفي، لأن هذا يلبس جيدًا ولا يتسع عند الضغط عليه أثناء الكتابة.
على الرغم من أن اختراع الآلة الكاتبة والكمبيوتر الشخصي باستخدام طريقة إدخال لوحة المفاتيح قد وفر طريقة أخرى للكتابة، إلا أن القلم لا يزال الوسيلة الرئيسية للكتابة. يحب الكثير من الناس استخدام أنواع وعلامات تجارية باهظة الثمن من الأقلام ، بما في ذلك أقلام الحبر ، والتي تعتبر أحيانًا رمزًا للمكانة.

## روابط خارجية
- جمعية مصنعي أدوات الكتابة